# Palazzo dei Diamanti (Vérone)
Le Palazzo dei Diamanti (en français : Palais des diamants), également connu sous le nom de Palazzo Sansebastiani, est un édifice civil situé dans le centre historique de Vérone. Le nom qui lui a été attribué dérive de l'aspect particulier des pierres en pointe-de-diamant qui décorent la façade, ce qui le rend similaire au plus célèbre Palazzo dei Diamanti de Ferrare, construit en 1495 sur un projet de Biagio Rossetti.

## Description
La principale particularité de l'édifice se trouve « dans la taille des losanges et dans le revêtement de pierres de taille aux corniches interrompues, dans le frontispice brisé et dans les deux angles pignons »,.

## Histoire
Très probablement, au moins à partir du début du XVe siècle, une résidence appartenant à la famille Cappella se dressait à l'emplacement de l'édifice. Au fil des ans, cette famille a pris une importance croissante, à tel point que certains de ses représentants sont devenus membres du conseil municipal et, en 1573, ont été élevés au rang de comtes de Salizzole, où ils possédaient un château et de nombreuses terres, dans lesquelles Camillo Cappella a introduit la culture du riz.
Camillo Cappella était également le commanditaire des travaux de construction du nouveau bâtiment. Une plaque indique l'année d'achèvement du chantier, 1582, mais pas le nom du concepteur.
Le bâtiment, en plus d'être une résidence noble, était en 1585 le siège de l'Académie Filotima, une institution militaire qui a été dissoute et refondée quelques années plus tard et hébergée à la Gran Guardia. Au cours des siècles suivants, le bâtiment passa des Cappella à diverses autres familles, jusqu'à ce qu'il soit acheté, dans les premières décennies du XXe siècle, par la Banca Cattolica di Verona, incorporée en 1935 à la Banca Mutua Popolare di Verona.

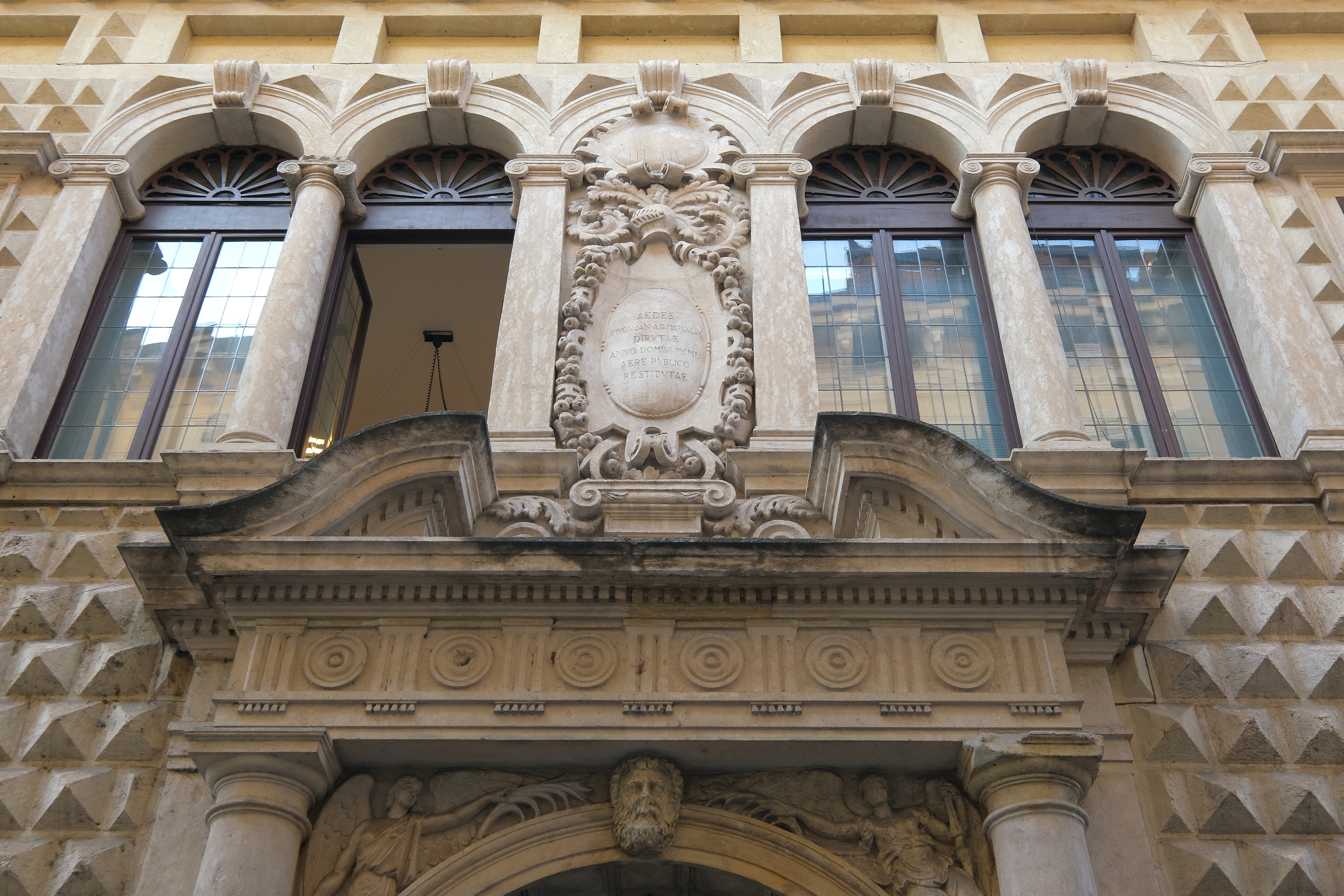
La partie supérieure du portail, avec l'écu portant l'inscription ajoutée après la restauration suivant la Seconde Guerre mondiale

Le palais fut endommagé par les raids aériens qui frappèrent la ville pendant la Seconde Guerre mondiale, cependant en 1950 les restaurations étaient déjà achevées et, en souvenir de l'épisode, une inscription fut ajoutée sur l'écu présent au niveau de l'étage noble, au-dessus du portail d'accès, qui contient la phrase suivante : « AEDES / Il NON JAN AD MCMXLIV / DIRVTAE / ANNO DOMINI MCML / AERE PVBLICO / RESTITVTAE ».
Le bâtiment est le siège de l'AGEC (Société Municipale de Gestion des Bâtiments).